# Povijest Sjeverne Makedonije
Ovaj članak je o povijesti  Sjeverne Makedonije.
Povjesna i zemljopisna regija Makedonija koja je prije bila dio Osmanskog Carstva je poslije Balkanskih ratova 1912. – 1913. podijeljena između Grčke, Srbije, Bugarske i Albanije. Geografska oblast koja danas čini Sjevernu Makedoniju bila je u sastavu Kraljevine Srbije pod nazivom Stara Srbija.
Između (1918. i 1929.) ova oblast je bila dio SHS-a a zatim Kraljevine Jugoslavije (1929. – 1941.) pod nazivom Vardarska banovina. Tijekom Drugog svjetskog rata oblast je podijeljena između Bugarske i Italije, koja je okupirala Albaniju. Krajem rata ova regija postaje dio SFRJ-a pod nazivom Narodna Republika Makedonija sve do 1963., kada dobiva naziv Socijalistička Republika Makedonija. 1991. republika izlazi iz sastava jugoslavenske federacije i od tada je u sukobu s Grčkom oko naziva države. Prvi predsjednik Sjeverne Makedonije, izabran na demokratskim izborima 1991., bio je Kiro Gligorov.
Tijekom raspada SFRJ početkom 1990-ih, Sjeverna Makedonija je uspjela izbjeći konflikte, a neovisnost je proglasila 1991. 
Dolazak oko 390 000 izbjeglica kosovskih Albanaca 1999., destabilizirao je situaciju u republici.
Pored Albanaca koji čine manjinu makedonskog stanovništva, tu su i Turci, Vlasi i Romi. Izmeđi makednonskog i albanskog stanovništva izražene su bile etničke tenzije, tijekom rata na Kosovu, što je dovelo do sukoba u Makedoniji 2001. Sukob je na kraju riješen tek uz međunarodno posredovanje.
Manji sukob s albanskim buntovnicima 2001. dovodi do raspodjele mirovnih snaga iz kontigenta NATO-a i obećanjima vlade Sjeverne Makedonije da će dati veća prava albanskoj manjini.
26. veljače 2004. poginuo je predsjednik Boris Trajkovski u zrakoplovnoj nesreći. Istraga je objavila da je uzrok nesreće prouzrokovan nestručnim djelovanjem posade tijekom ateriranja u Mostaru.